# Tehatex
Tehatex is een samentrekking die verwijst naar verschillende beeldende schoolvakken.
De term is samengesteld uit de combinatie van de beginletters van de schoolvakken Tekenen, Handvaardigheid en Textiele werkvormen. Met de term 'tehatex' wordt het beeldende examenvak bedoeld. 

## Nederland
Dit vak is niet hetzelfde als het algemeen vormende vak CKV (Culturele en Kunstzinnige Vorming) en bestond al voordat de tweede fase was ingevoerd (in die tijd de 'bovenbouw').
De praktijk (tekenen, handvaardigheid of textiele werkvormen) is gekoppeld aan een theoretische component (kunstbeschouwing en kunstgeschiedenis). Dit theoretische deel wordt afgesloten met een eindexamen in mei (het Centraal Schriftelijk Eindexamen) dat voor alle leerlingen die een tehatex-vak volgen (op gelijk niveau) hetzelfde is.
De kunstbeschouwing is heel belangrijk in het vmbo-examen, de havo heeft meer vragen over kunstgeschiedenis, het vwo-examen heeft daarbij een cultuurhistorische probleemstelling. De examens hebben vaak een kleurenbijlage met afbeeldingen. Zwart-witafbeeldingen (figuren) zijn opgenomen in het vragenboekje. 
Het vwo kent een thema-aanbieding. De themabundel met teksten en bronnen voor de vwo-kandidaten met tehatex verandert jaarlijks (soms om het jaar) en werd tot 2008 gedrukt en uitgegeven. In het schooljaar 2008-2009 worden de teksten, bronnen en afbeeldingen alleen digitaal aangeboden.
Ook het beeldend werk van de tehatex-eindexamenkandidaten (vwo) wordt door een gecommitteerde beoordeeld rond mei; dit is het Centraal Praktisch Eindexamen (CPE), waaraan vanaf de kerstvakantie wordt gewerkt.
De term tehatex wordt in verschillende studierichtingen en niveaus gebruikt als basisonderwijs, voortgezet onderwijs en middelbaar beroepsonderwijs als aanduiding voor een combinatievak. De primaire reden voor het ontstaan van dit vak is ofwel het bevorderen van de creativiteit van de leerlingen/ studenten, of kostenbesparing. Eén vak ten opzichte van tot 3 à 4 losse vakken werkt kostenbesparend, niet in de laatste plaats voor examenmakers  en educatieve uitgeverijen.